# Brinon-sur-Sauldre
Brinon-sur-Sauldre is een gemeente in het Franse departement Cher (regio Centre-Val de Loire). De plaats maakt deel uit van het arrondissement Vierzon. Brinon-sur-Sauldre telde op 1 januari 2022 972 inwoners.

## Geografie
De oppervlakte van Brinon-sur-Sauldre bedroeg op 1 januari 2022 116,3 vierkante kilometer; de bevolkingsdichtheid was toen 8,4 inwoners per km².
De onderstaande kaart toont de ligging van Brinon-sur-Sauldre met de belangrijkste infrastructuur en aangrenzende gemeenten.

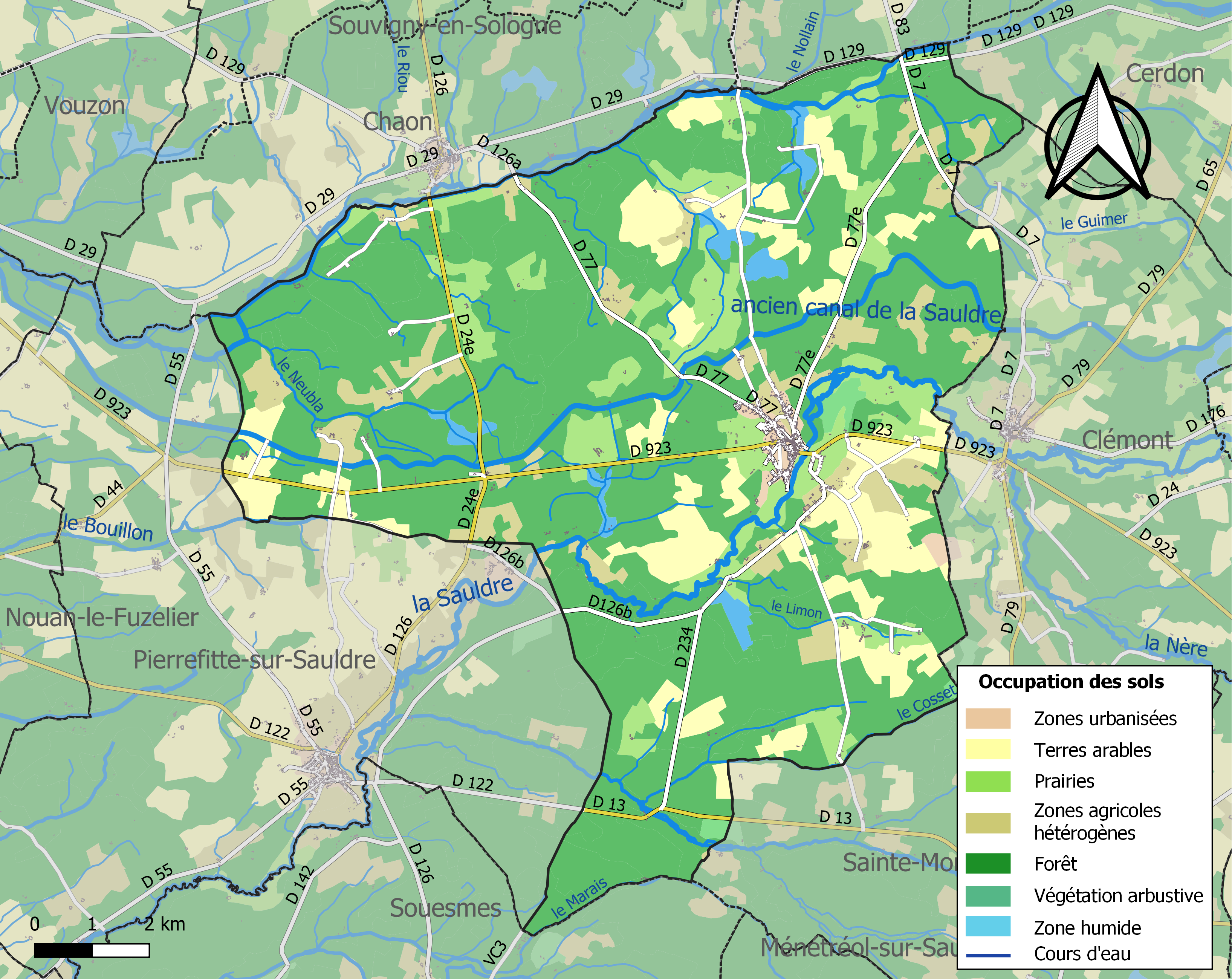

## Demografie
Onderstaande figuur toont het verloop van het inwonertal (bron: INSEE-tellingen).